# Leiterwagen
In der Landwirtschaft ist ein Leiterwagen, auch Ringsenwagen, ein traditioneller, meist hölzerner Wagen mit Deichsel, dessen Seitenwände die Form einer Leiter haben. Die schräg stehenden Leitern wurden nach unten oft mit Rungen an den Radachsen abgestützt. 

## Geschichte
Die Herstellung erfolgte durch den Wagner bzw. Radmacher in der Stellmacherei hauptsächlich mit Buchen-, Eichen- oder Eschenholz. Der Radkranz der hölzernen Speichenräder wurde durch den Schmied in einer Schmiede mit dem Radreifen bereift und mit dem Radnagel an der Achse befestigt. 
Kleine, mit der Hand gezogene Leiterwagen werden in einigen Gegenden als Bollerwagen oder Karre bezeichnet.
Leiterwagen fanden vorwiegend bei der Ernte zum Einbringen von Stroh, Heu und anderen landwirtschaftlichen Produkten Verwendung. Auch Jauchefässer und Personen wurden mit Leiterwagen transportiert.
Als Zugtiere dienten Pferde – ein- oder zweispännig – sowie Ochsen und Kühe. Mit der Verbreitung von Traktoren wurden die Leiterwagen weitergenutzt mit anstelle des Ortscheits angebrachter Zugöse.
Durch die Möglichkeit zum einfachen Umbau werden Leiterwagen zum vielseitigen Transportmittel. Zum Transport von Holz und anderen Gütern konnten die Leitern abgenommen werden. Für den Transport von losen Gütern wie Getreide, die zwischen den Sprossen durchfallen würden, war ein Jutetuch im Wagen ausgelegt. Zum Transport von Mist konnten vor die Leitern Bretter gestellt werden. Der Mist wurde mit der Harke oder dem Karst vom Wagen gezogen und auf dem Feld verteilt.

## Bilder

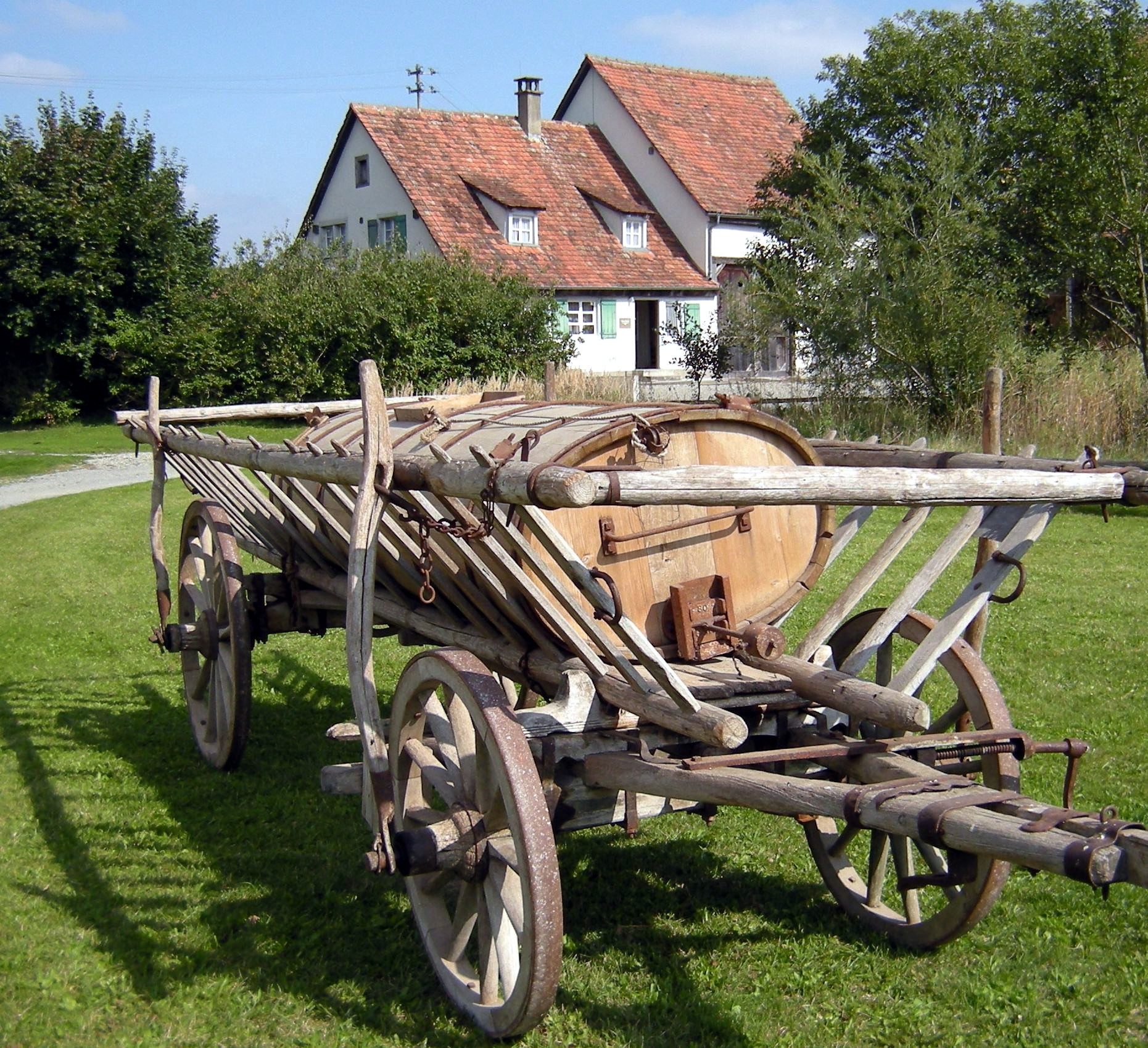
Leiterwagen mit Holz-Jauchefass
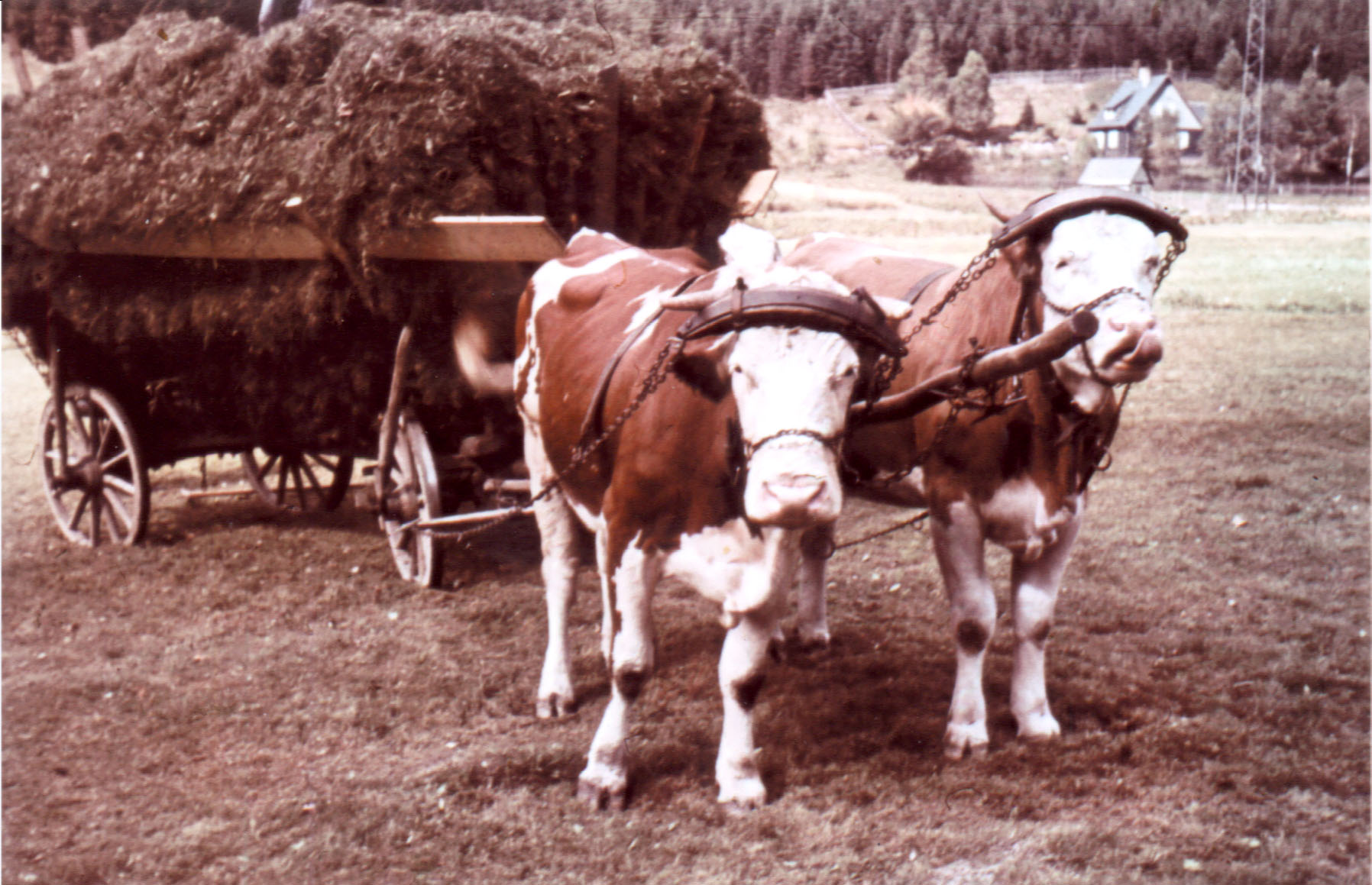
Leiterwagen bespannt mit zwei Kühen
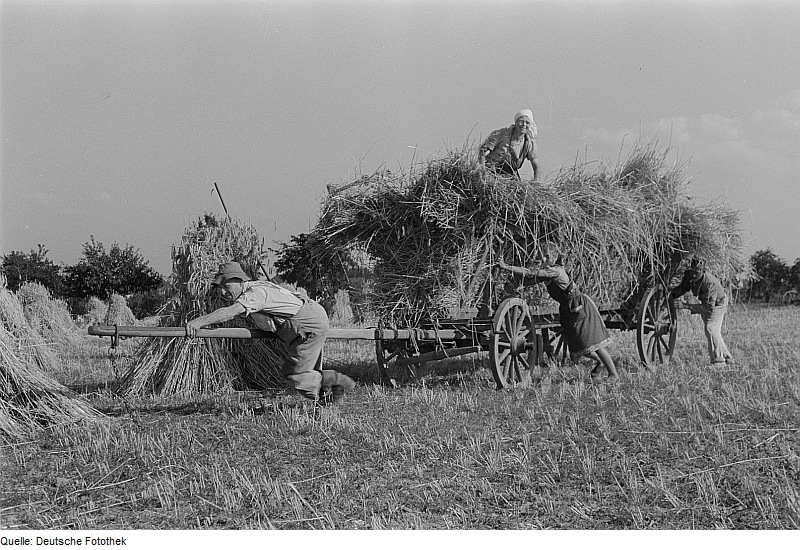
Roggenernte 1948, Deichselseite eines beladenen Leiterwagens
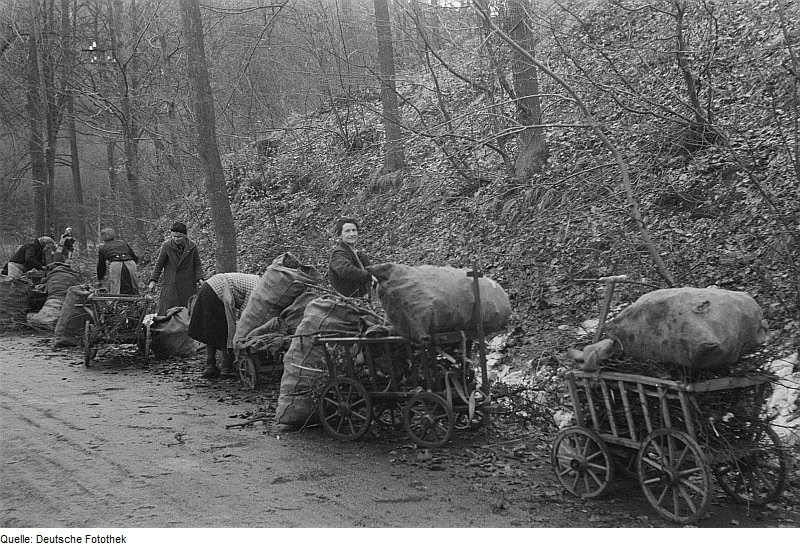
„Bollerwagen“ um 1946
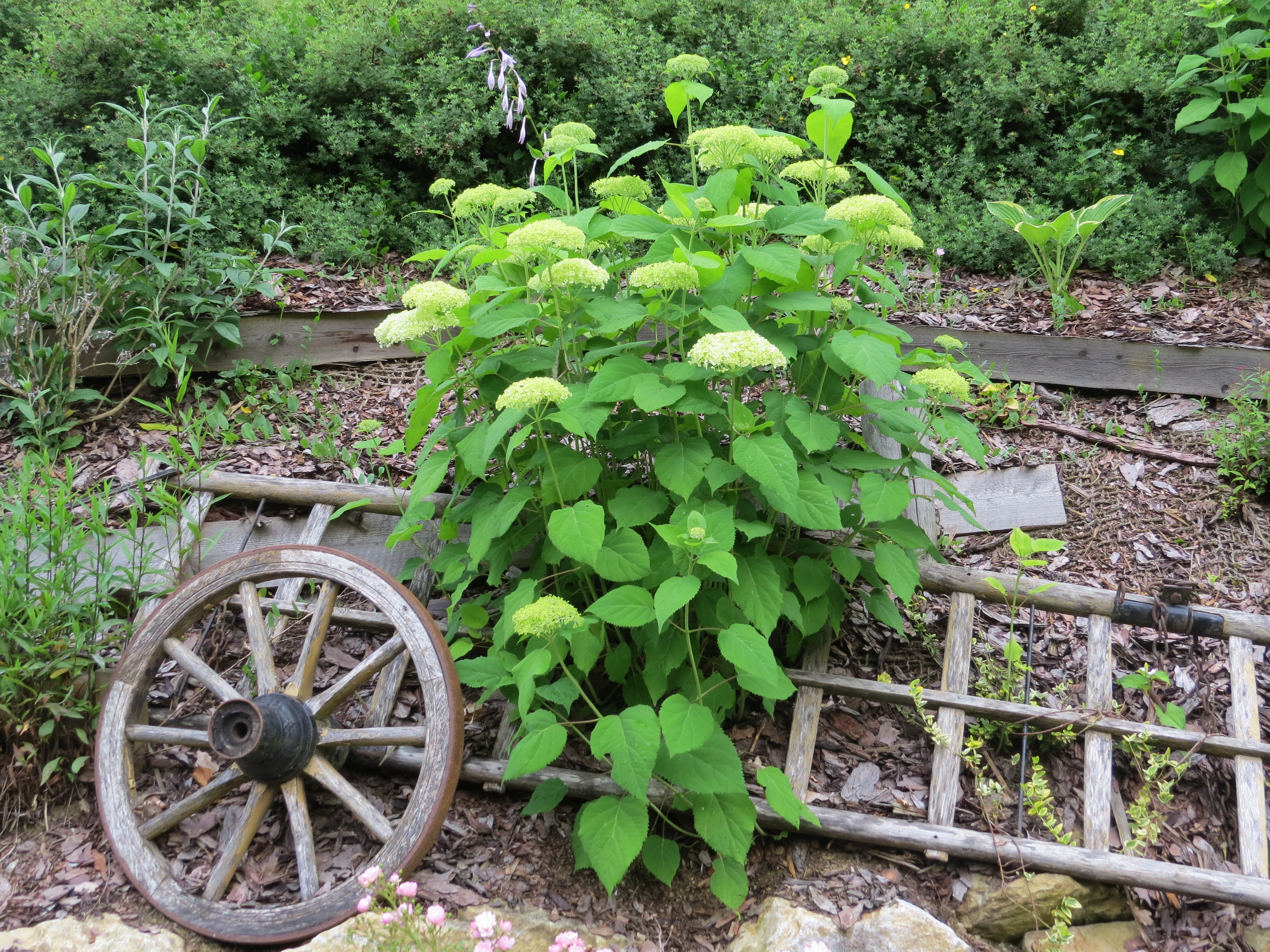
Zerlegter Leiterwagen als Gartendekoration